# 이본 프랭탕
이본 프랭탕(Yvonne Printemps, 본명: Yvonne Wigniolle, 1894년 7월 25일 ~ 1977년 1월 19일)은 프랑스의 가수 겸 배우로, 프랑스와 국제적으로 무대와 영화에서 스타덤을 달성하였다.
프랭탕은 12세에 파리 무대에 섰으며 21세에 주도적인 숙녀로서 배우, 감독이자 극작가 사샤 기트리에 의해 선발되었다. 1919년 이들은 혼인했고 1932년까지 가까이 지내다가 이혼했다. 프랭탕은 재혼은 하지 않았으나 배우 피에르 프레네와 개인적이고 프로페셔널한 관계를 프레네가 사망한 1975년까지 가졌다.
연기자로서 프랭탕은 가창력과 개인적인 매력으로 유명했다. 프랭탕을 위해 작곡한 사람들 중에는 노엘 코워드, 프랑시스 풀랑크 등이 포함된다. 그녀의 목소리는 오페라 경력으로 이끌게 했으나 기트리(Guitry)의 지도를 받아 뮤지컬이 아닌 연극과 영화와 함께 오페레타와 다른 종류의 뮤지컬 쇼에 집중하였다. 파리에서의 수많은 성공 외에도 런던의 웨스트엔드와 뉴욕의 브로드웨이에서도 큰 칭찬을 받았다.